# Коллино, Эдуард
Эдуард Исайе Коллино (22 ноября 1810, Ле-Сабль-д’Олон — 15 января 1861, Тяньцзинь, Чжили) — французский офицер, генерал (1859). Участник Алжирской, Крымской, Второй опиумной войн.

## Биография
Из семьи проживавшего в Монтреле Гая Шарля Коллино, моряка, затем оптового торговца вином, и Катрин Макуэн.
Зачислен 14 марта 1831 года в возрасте 21 года рядовым в 18-й линейный пехотный полк Иностранного легиона  и принимал участие в осадах Константина и Заатчи во время компаний Французского завоевания Алжира. Отличился в Крымскую войну. В 1855 году был назначен полковником 1-го полка зуавов. Полк отличился при взятии Малакова кургана, что предрешило падение обороны Севастополя.

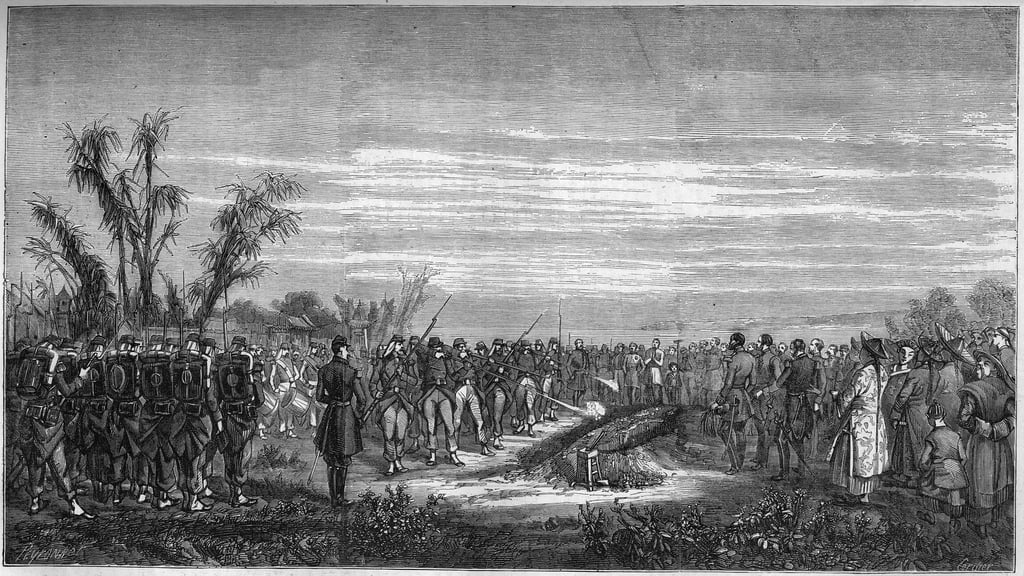
Похороны Коллино в Тянь-Цзыне 15 января 1861

Произведен в генералы в 1859 году. Принял участие в экспедиции в Китай. Участвовал в Битве за форты Дагу в 1860 году. Заболел оспой и через некоторое время скончался в Тянь-Цзине.
Жюль Верн упоминает об этом в своем романе «Невзгоды китайца в Китае» (глава XVI)  .

## Публикации
- Un soldat de fortune : Notes et souvenirs du général Collineau, in Carnet de la Sabretache №288, mars-avril 1924